# لی چی (بازیکن سافت‌بال)
لی چی (انگلیسی: Li Qi؛ زادهٔ ۳۰ اکتبر ۱۹۸۳) بازیکن سافت‌بال زن اهل چین بود. در بازی‌های المپیک تابستانی ۲۰۰۴ شرکت کرده‌است.